# Zoo Krakov
Zoo Krakov nebo Zoologická zahrada v Krakově (polsky Ogród Zoologiczny w Krakowie nebo Zoo w Krakowie) je zoologická zahrada, která se nachází na kopci Pustelnik, v lese Las Wolski v části Zwierzyniec v Krakově v Malopolském vojvodství v Polsku v pohoří Pomost Krakovski patřící do Krakovské brány.

## Další informace
Zoo byla založena v roce 1929 a představuje cca 270 druhů zvířat a do jisté míry je také i botanickou zahradou. Vstup do Zoo je zpoplatněn.

## Galerie

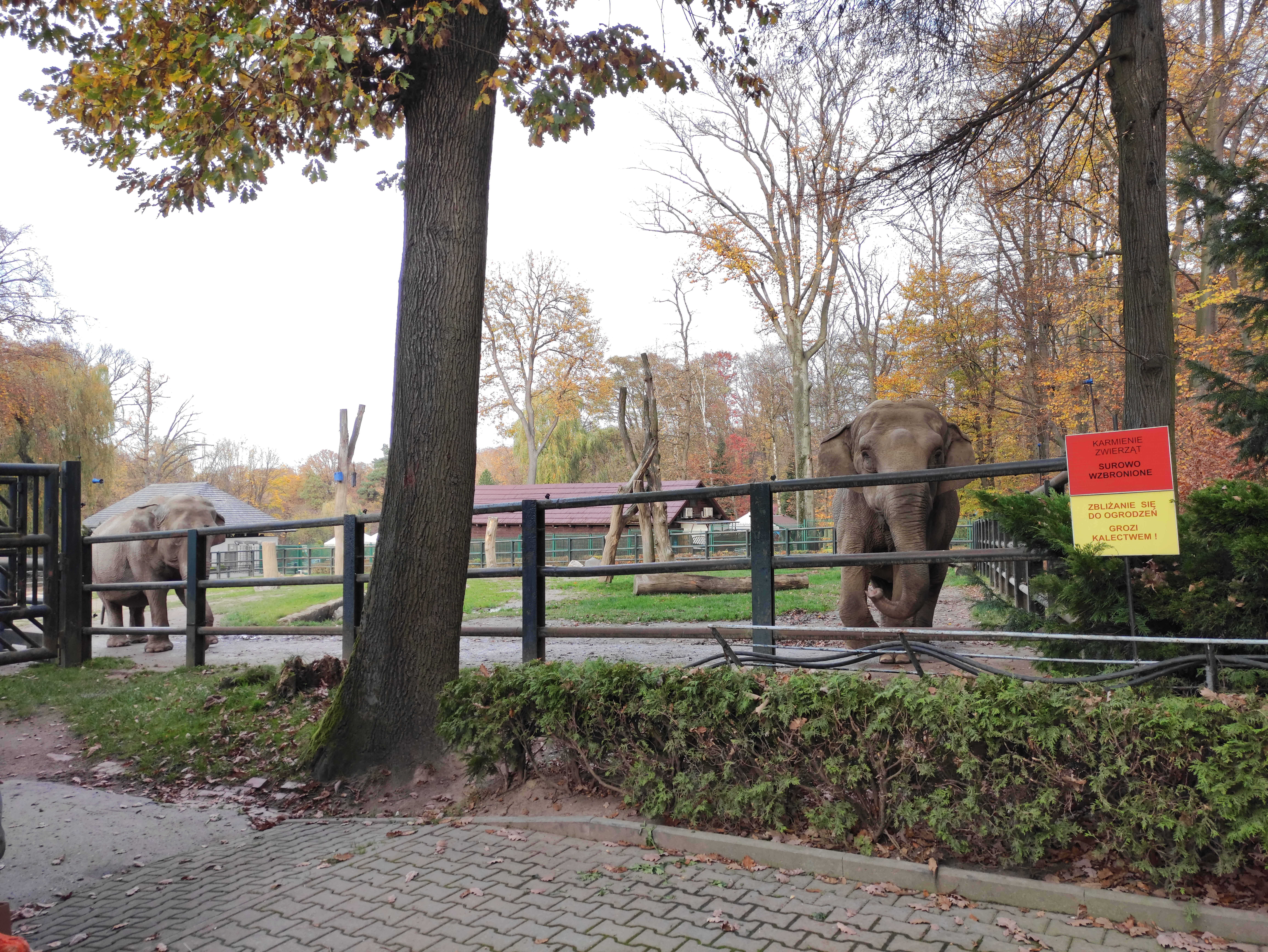
Sloni
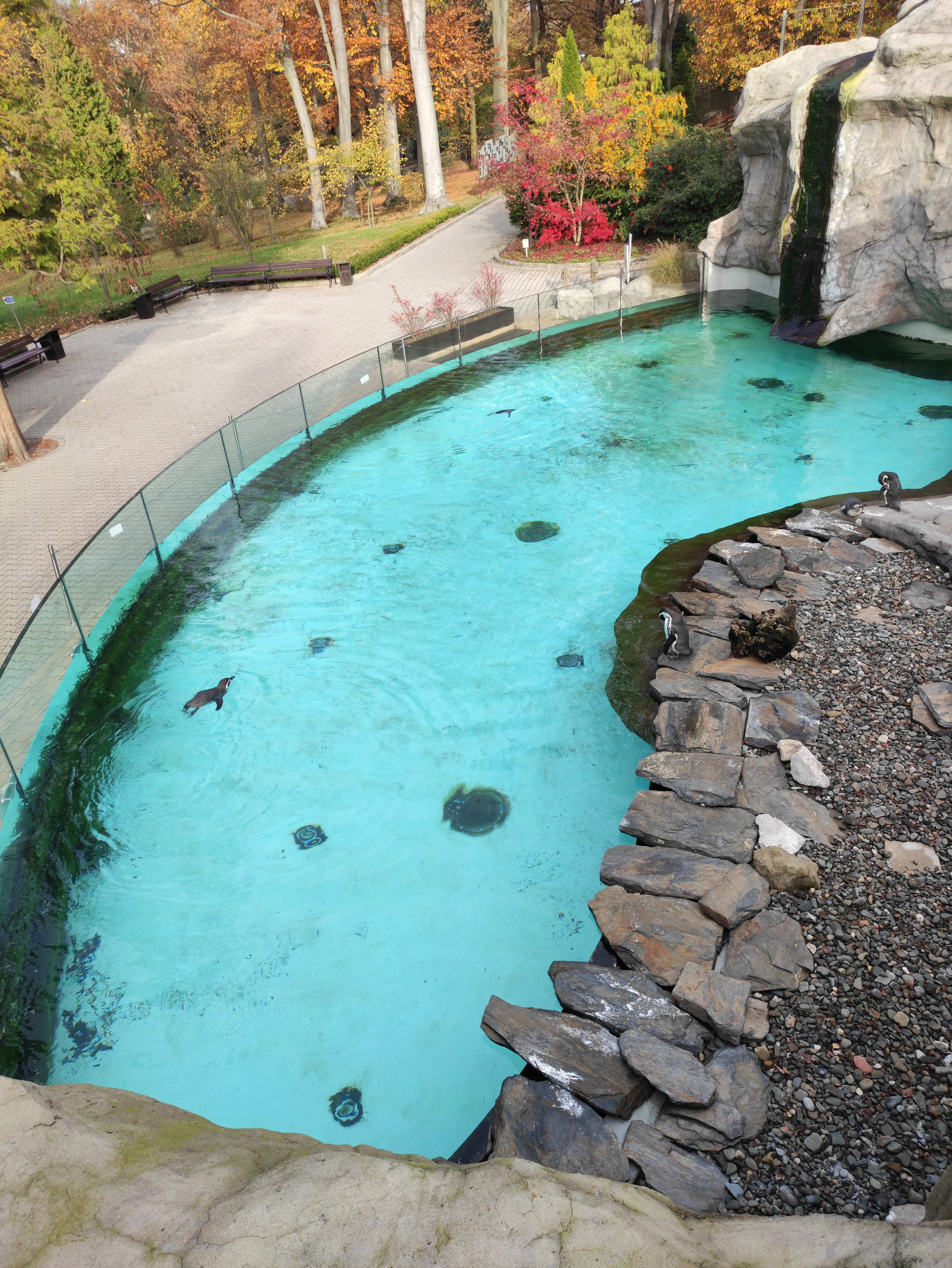
Tučňáci
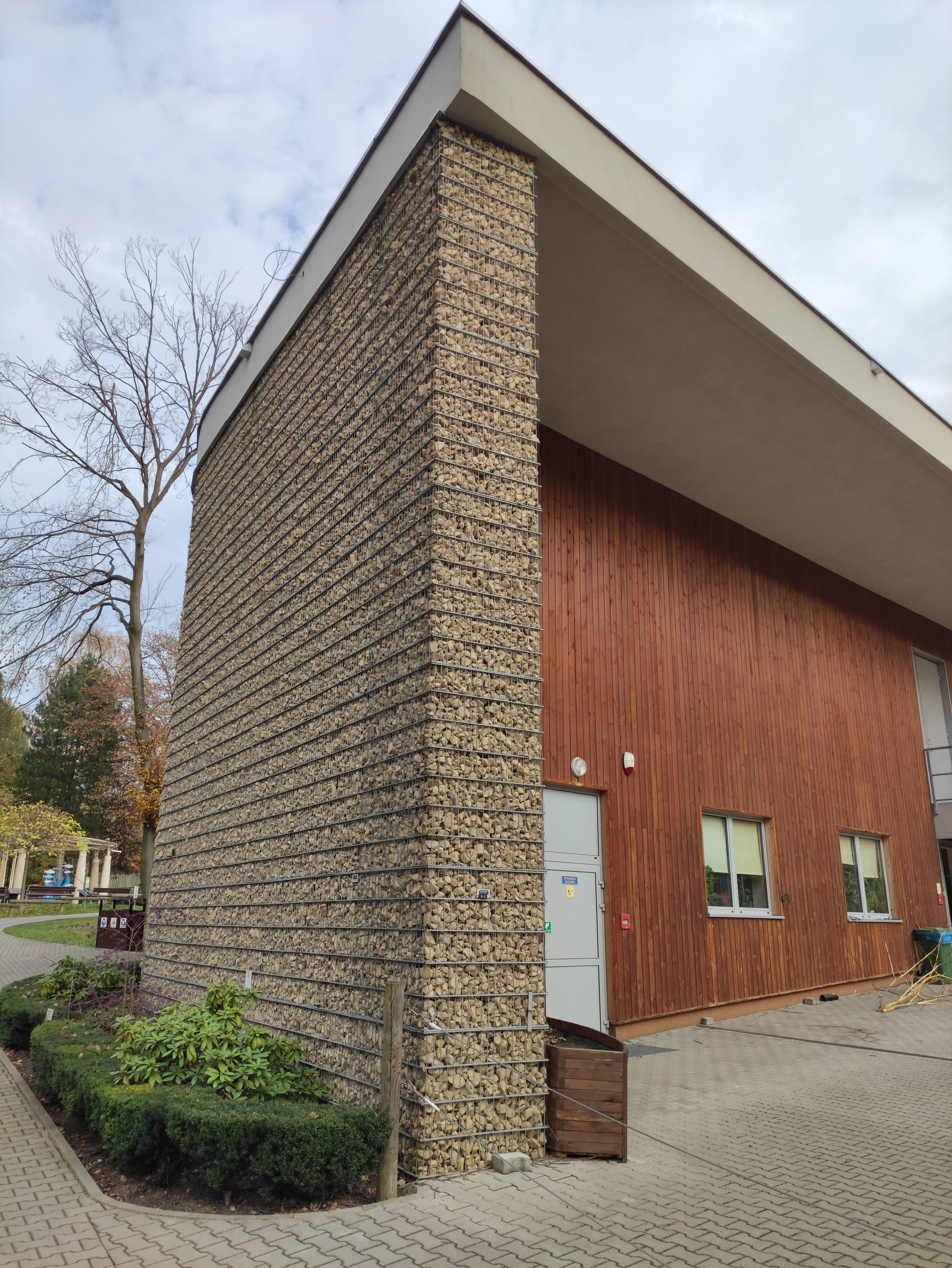
Gabionová stěna
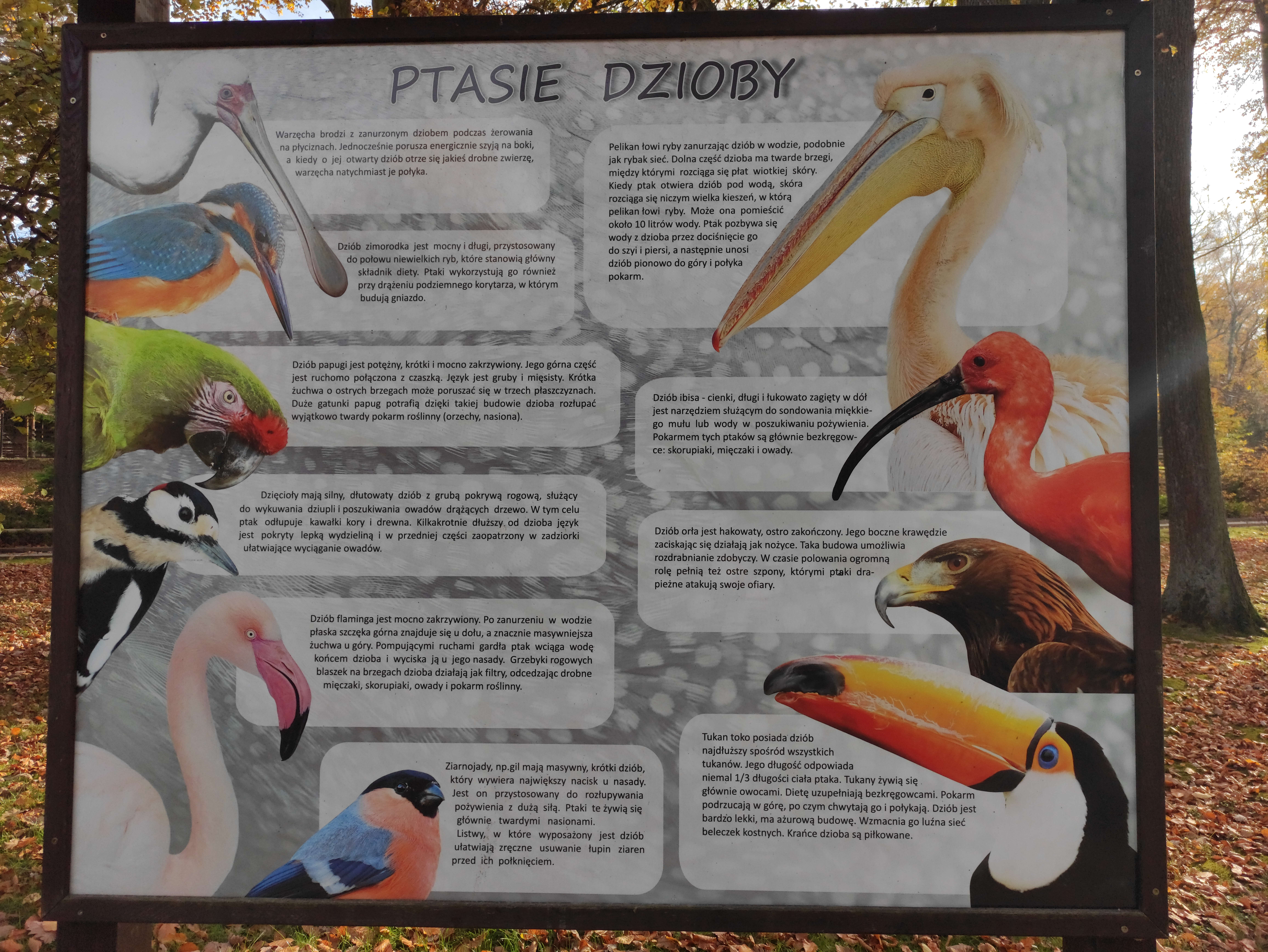
Informační panel v Zoo
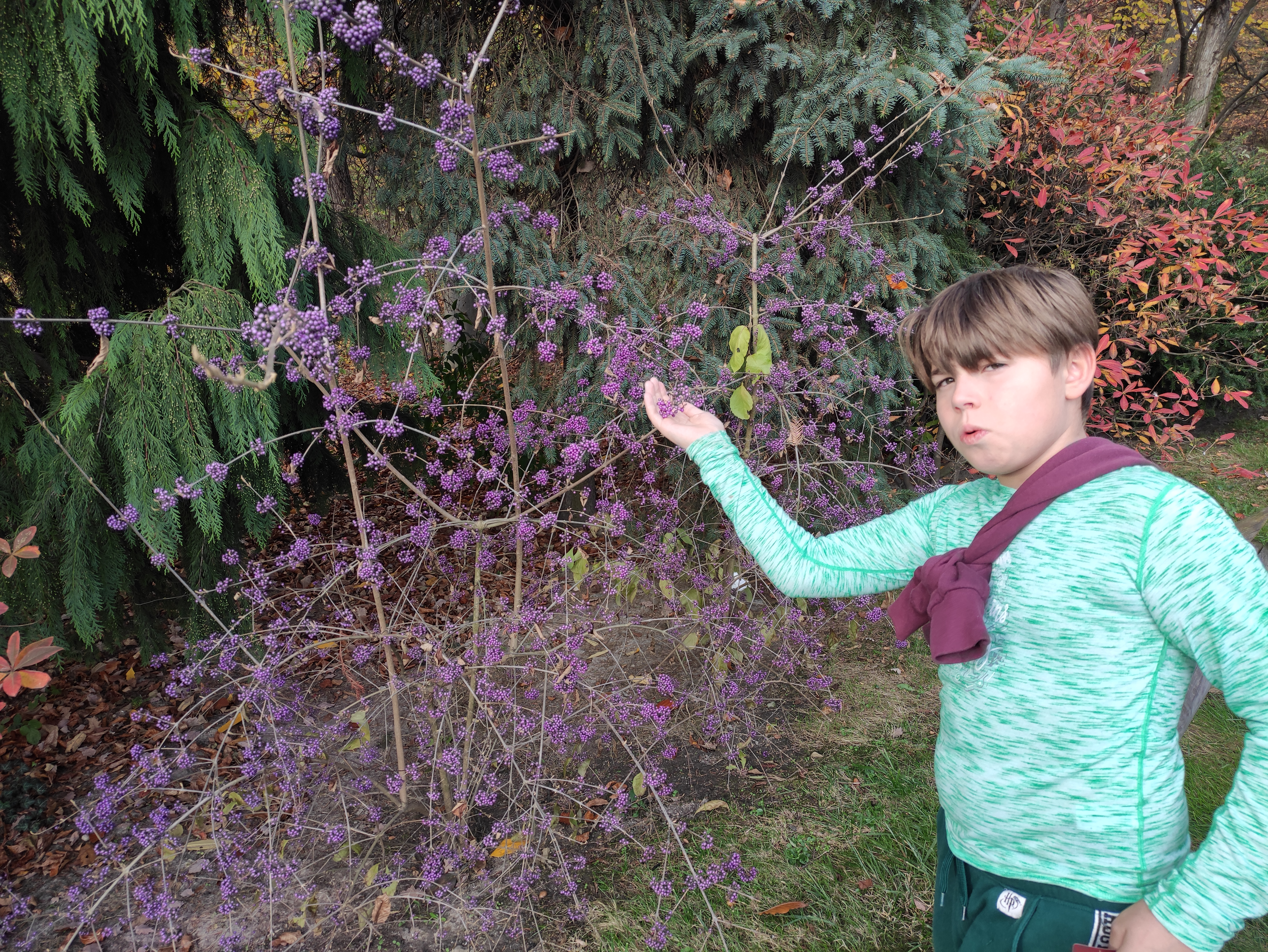
Keře
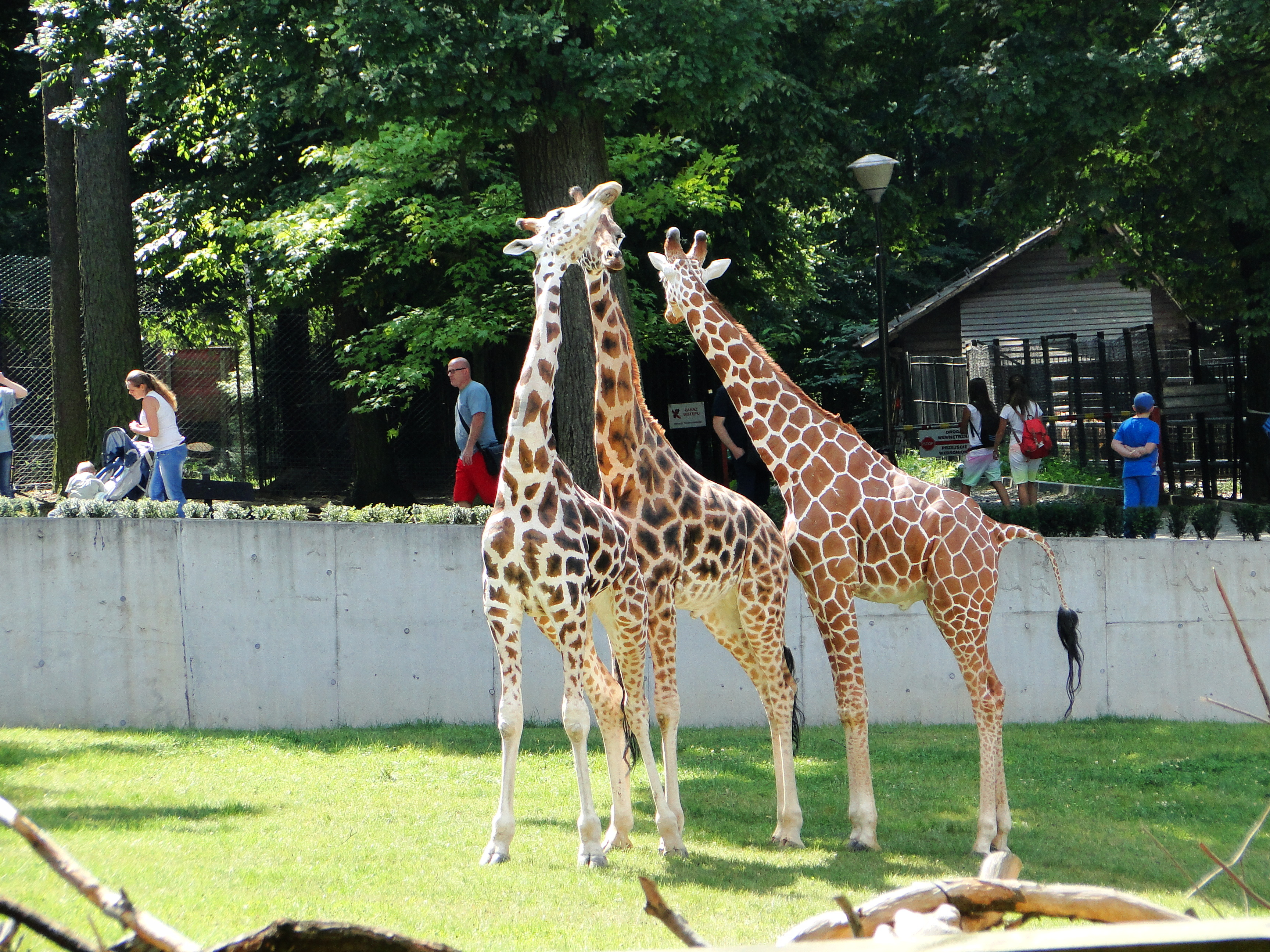
Žirafy